# Live in Texas
Live in Texas ist das erste Live- und Videoalbum der US-amerikanischen Nu-Metal-Band Linkin Park. Es erschien am 18. November 2003 über die Labels Machine Shop Recordings und Warner Bros. Records.

## Inhalt
Die auf dem Album enthaltenen Lieder wurden bei zwei Live-Auftritten der Band am 2. und 3. August 2003 im NRG Stadium, Houston bzw. im Texas Stadium, Irving aufgenommen. Die gespielten Songs stammen von den beiden zuvor veröffentlichten Studioalben Hybrid Theory (sechs bzw. neun Tracks) und Meteora (fünf bzw. sieben Stücke). Außerdem ist der Titel P5hng Me A*wy vom Remixalbum Reanimation auf dem Tonträger enthalten. Ebenfalls vom Album Reanimation stammt der Zwischenteil in One Step Closer und – im Falle der DVD – die Musik in den Strophen von With You.

## Produktion
Die Produktion des Albums übernahm der Musikproduzent Josh Abraham, während die DVD von Matt Caltabiano und David May produziert wurde.
| Professionelle Bewertungen | Professionelle Bewertungen |
| Kritiken                   | Kritiken                   |
| Quelle                     | Bewertung                  |
| -------------------------- | -------------------------- |
| laut.de                    | [ 1 ]                      |
| allmusic                   | [ 2 ]                      |

## Covergestaltung
Das Albumcover ist in Schwarz-weiß gehalten und zeigt die jubelnden Zuschauer während des Konzerts sowie eine Hand, die ein Mikrofon in die Luft hält. Im linken Teil des Bildes befinden sich die roten Schriftzüge Linkin Park und Live in Texas.

## Titellisten
| #  | Titel               | Länge | Album         |
| -- | ------------------- | ----- | ------------- |
| 1  | Somewhere I Belong  | 3:38  | Meteora       |
| 2  | Lying from You      | 3:07  | Meteora       |
| 3  | Papercut            | 3:06  | Hybrid Theory |
| 4  | Points of Authority | 3:25  | Hybrid Theory |
| 5  | Runaway             | 3:08  | Hybrid Theory |
| 6  | Faint               | 2:47  | Meteora       |
| 7  | From the Inside     | 3:01  | Meteora       |
| 8  | P5hng Me A*wy       | 5:05  | Reanimation   |
| 9  | Numb                | 3:07  | Meteora       |
| 10 | Crawling            | 3:34  | Hybrid Theory |
| 11 | In the End          | 3:32  | Hybrid Theory |
| 12 | One Step Closer     | 4:13  | Hybrid Theory |

| #  | Titel               | Länge | Album         |
| -- | ------------------- | ----- | ------------- |
| 1  | Don’t Stay          | 3:08  | Meteora       |
| 2  | Somewhere I Belong  | 3:34  | Meteora       |
| 3  | Lying from You      | 3:35  | Meteora       |
| 4  | Papercut            | 3:05  | Hybrid Theory |
| 5  | Points of Authority | 3:23  | Hybrid Theory |
| 6  | Runaway             | 3:43  | Hybrid Theory |
| 7  | Faint               | 2:45  | Meteora       |
| 8  | From the Inside     | 3:03  | Meteora       |
| 9  | Figure.09           | 3:49  | Meteora       |
| 10 | With You            | 3:19  | Hybrid Theory |
| 11 | By Myself           | 5:37  | Hybrid Theory |
| 12 | P5hng Me A*wy       | 5:44  | Reanimation   |
| 13 | Numb                | 3:28  | Meteora       |
| 14 | Crawling            | 3:28  | Hybrid Theory |
| 15 | In the End          | 4:03  | Hybrid Theory |
| 16 | A Place for My Head | 4:16  | Hybrid Theory |
| 17 | One Step Closer     | 6:51  | Hybrid Theory |

## Kommerzieller Erfolg

### Chartplatzierungen
Live in Texas stieg am 8. Dezember 2003 auf Platz 9 in die deutschen Charts ein und belegte in den folgenden Wochen die Ränge 23, 28 und 19. Insgesamt konnte sich das Album 24 Wochen in den Top 100 halten. In den Vereinigten Staaten erreichte der Tonträger Position 23 und hielt sich 35 Wochen in den Charts.
| ChartsChartplatzierungen       | Höchstplatzierung | Wochen |
| ------------------------------ | ----------------- | ------ |
| Deutschland (GfK)              | 9 (24 Wo.)        | 24     |
| Österreich (Ö3)                | 5 (21 Wo.)        | 21     |
| Schweiz (IFPI)                 | 9 (29 Wo.)        | 29     |
| Vereinigte Staaten (Billboard) | 23 (35 Wo.)       | 35     |
| Vereinigtes Königreich (OCC)   | 47 (6 Wo.)        | 6      |

| ChartsJahrescharts (2004)      | Platzierung |
| ------------------------------ | ----------- |
| Deutschland (GfK)              | 53          |
| Österreich (Ö3)                | 41          |
| Schweiz (IFPI)                 | 50          |
| Vereinigte Staaten (Billboard) | 88          |

### Auszeichnungen für Musikverkäufe
Für über 300.000 verkaufte Exemplare wurde Live in Texas im Jahr 2008 in Deutschland mit 3-fach-Gold ausgezeichnet. In Europa und den Vereinigten Staaten erhielt das Album für jeweils mehr als eine Million Verkäufe eine Platin-Schallplatte. Auch in Österreich und Großbritannien bekam der Tonträger eine Goldene Schallplatte.
| Land/Region                  | Auszeichnungen für Musikverkäufe (Land/Region, Auszeichnung, Verkäufe) | Verkäufe  |
| ---------------------------- | ---------------------------------------------------------------------- | --------- |
| Brasilien (PMB)              | Platin                                                                 | 125.000   |
| Deutschland (BVMI)           | 3× Gold                                                                | (300.000) |
| Europa (IFPI)                | Platin                                                                 | 1.000.000 |
| Frankreich (SNEP)            | Gold                                                                   | (100.000) |
| Kanada (MC)                  | Platin                                                                 | 100.000   |
| Neuseeland (RMNZ)            | Gold                                                                   | 7.500     |
| Österreich (IFPI)            | Gold                                                                   | (15.000)  |
| Portugal (AFP)               | Gold                                                                   | (20.000)  |
| Schweiz (IFPI)               | Gold                                                                   | (20.000)  |
| Spanien (Promusicae)         | Gold                                                                   | (50.000)  |
| Vereinigte Staaten (RIAA)    | Platin                                                                 | 1.100.000 |
| Vereinigtes Königreich (BPI) | Gold                                                                   | (100.000) |
| Insgesamt                    | 7× Gold · 5× Platin ·                                                  | 2.333.500 |

Hauptartikel: Linkin Park/Auszeichnungen für Musikverkäufe